# Robert Bassac
Robert Bassac, né le 29 janvier 1910 à Nice et mort pour la France le 8 juin 1940 à Erquinvillers, est un comédien français.

## Biographie

### Famille
Fils de Emmanuel Numa Bassac, mécanicien, et de Catherine (Pierre Théodore Marguerite Yvonne Catherine) Dubourg

### Carrière
Robert Bassac commence sa carrière par le journalisme au Petit Marseillais tout en suivant au conservatoire des cours de comédie dans la classe de Maurice Luguet (qui était le père d'André Luguet). Il décroche les premiers prix de diction et d'Art Dramatique.
Au cours d'une réception à laquelle assiste le grand René Alexandre, de la Comédie-Française, Robert Bassac déclame des poèmes d'Ernest Legouvé. Alexandre le remarque et l'engage aussitôt pour un rôle dans La Robe rouge au Casino municipal de Nice. Sa marraine de scène n'est autre que Françoise Rosay. Puis il enchaîne les pièces avec cette troupe qui sillonne les routes de Provence.
Alors qu'il joue le rôle du maître-chanteur dans Topaze de Marcel Pagnol au Théâtre du Gymnase de Marseille, l'auteur le remarque et lui confie le personnage de Dromart, le polytechnicien ami (et alibi) de Césariot dans César qu'il porte à l'écran.
Fidèle à ses comédiens, Marcel Pagnol confie par la suite des rôles à Robert Bassac, Dromart encore dans Le Schpountz ou La Femme du boulanger où il incarne l'instituteur anarchisant qui porte le curé à travers les marais pour rejoindre l'île où se cachent la belle infidèle et son berger. Mais on peut le retrouver aussi dans Forfaiture avec Louis Jouvet ou Monsieur Brotonneau avec Raimu.
Après un dernier film, Courrier d'Asie, la guerre éclate et il s'engage avec la ferme volonté de partir au front. D'abord vaguemestre, ce qui ne lui convient guère, il se porte volontaire pour entrer dans une unité motocycliste où il effectue des reconnaissances souvent périlleuses.
Au cours de l'une d'entre elles, il est abattu d'un tir de mitrailleuse. Transporté par un aumônier qui l'accompagna dans ses derniers instants, Robert Bassac fit preuve d'une résignation et d'un courage héroïques. Il succomba à ses blessures après quelques heures d'agonie lucide où ses dernières pensées furent pour sa famille et la France : « J'offre ma vie à ma famille, pour la France, pour mes copains. J'offre ma vie en union avec le sacrifice du Christ... ».
Il repose au cimetière de Vallauris.

## Filmographie
- 1936 : César de Marcel Pagnol : Pierre Dromard, ami parisien de Césariot
- 1937 : Regain de Marcel Pagnol : Le percepteur
- 1938 : Le Schpountz de Marcel Pagnol : Dromard
- 1938 : La Femme du boulanger de Marcel Pagnol : L'instituteur
- 1938 : Fort Dolorès de René Le Hénaff
- 1939 : Monsieur Brotonneau d'Alexander Esway : Friedel
- 1939 : Courrier d'Asie de Oscar-Paul Gilbert : Le Marseillais